# Type de diamant
 (juin 2025).
Le contenu est difficilement compréhensible vu les erreurs de traduction, qui sont peut-être dues à l'utilisation d'un logiciel de traduction automatique.
Les types de diamant sont une classification scientifique des diamants fondée sur la nature des impuretés chimiques présentes. Cette classification distingue premièrement la quantité d'azote présent (types I ou II), puis identifie des sous-classes en fonction de la teneur en bore (types IIa ou IIb), ou de la distribution de l'azote dans la structure cristalline (types Ia, Ib, IaA ou IaB).
Contrairement aux inclusions visibles à l'œil, cette mesure consiste en un dosage avec des instruments précis, comme un spectromètre infrarouge. Différents types peuvent coexister au sein d'une même pierre ; les diamants naturels sont souvent des mélanges des types Ia et Ib, qui peuvent être déterminés par leur spectre d'absorption infrarouge.

## Principes de la classification
La classification des diamants s'organise aussi selon qu'il y ait ou non une présence d'azote dans sa structure, ce qui modifie ses propriétés optiques. On distingue deux types : le type I où la présence d'azote est avérée et qui est opaque aux UV-C, et le type II sans azote, transparent aux UV-C, très rare, et qui correspond à des durées de formation plus longues.
La distinction entre types IaA et IaB est reconnue, mais reste d'importance secondaire. On peut résumer cette classification, essentiellement scientifique, dans le tableau suivant :
| Type | Type | Définition                                     | Définition                                                     | Couleur                                                         | Particularité                                               | Population                     |
| ---- | ---- | ---------------------------------------------- | -------------------------------------------------------------- | --------------------------------------------------------------- | ----------------------------------------------------------- | ------------------------------ |
| I    | I a  | I a A                                          | Contient < 0,3 % d'azote Atomes d'azote en paire               | Incolore                                                        | Fluorescence bleue Raies d'absorption étroites              | 98 %                           |
| I    | I a  | I a B                                          | Contient < 0,3 % d'azote Atomes d'azote en gros agrégats pairs | Jaune à brun, rose, vert et bleu                                | Fluorescence bleue Raies d'absorption étroites              | 98 %                           |
| I    | I b  | Contient < 0,1 % d'azote Atomes d'azote isolés | Contient < 0,1 % d'azote Atomes d'azote isolés                 | Jaune intense, orange, brun et incolore                         | Plupart des diamants synthétiques Raies d'absorption larges | Rare Environ 1 %               |
| II   | II a | Pure sans azote                                | Pure sans azote                                                | Incolore, brun, rose, violet, vert et doré Blanc exceptionnel + | Transparent aux UV < 230 μm                                 | Environ 0,8 % Très rare        |
| II   | II b | Sans azote avec < 0,1 % de bore                | Sans azote avec < 0,1 % de bore                                | Bleu et gris                                                    | Semi-conducteur type P                                      | Environ 0,2 % Extrêmement rare |

## Type I
Les diamants de type I, la classe la plus courante, contiennent des atomes d'azote comme impureté principale, généralement à une concentration de 0,1 %. Les diamants de type I absorbent dans les régions infrarouge et ultraviolette, à partir de 320 nm. Ils ont également une fluorescence caractéristique et un spectre d'absorption visible.

### Type Ia
Les diamants de type Ia représentent environ 95 % de tous les diamants naturels. Les impuretés d'azote, jusqu'à 0,3 % (3 000 ppm), sont regroupées dans la structure du diamant et sont relativement répandues. Le spectre d'absorption des amas d'azote peut provoquer l'absorption de la lumière bleue par le diamant, ce qui le fait apparaître jaune pâle ou presque incolore. La plupart des diamants Ia sont en fait un mélange des types IaA et IaB ; ces diamants appartiennent à la série du Cap, nommée d'après la région riche en diamants anciennement connue sous le nom de province du Cap en Afrique du Sud, dont les dépôts sont en grande partie de type Ia. Les diamants de type Ia présentent souvent des bandes d'absorption nettes avec la bande principale à 415,5 nm (N3) et des lignes plus faibles à 478 (N2), 465 , 452 , 435 et 423 nm (les « lignes du Cap »), causées par les défauts cristallographiques des centres d'azote N2 et N3. Ils présentent également une fluorescence bleue sous irradiation ultraviolette à ondes longues due aux centres d'azote N3 (les centres N3 n'altèrent pas la couleur visible, mais sont toujours accompagnés des centres N2 qui le font). Les diamants bruns, verts ou jaunes présentent une bande dans le vert à 504 nm (centre H3), parfois accompagnée de deux bandes faibles supplémentaires à 537 et 495 nm (centre H4, un complexe important présumément impliquant 4 atomes d'azote en substitution et 2 lacunes du réseau).
- type IaA, où les atomes d'azote sont en paires ; ceux-ci n'affectent pas la couleur du diamant.
- type IaB, où les atomes d'azote sont en gros agrégats pairs ; ceux-ci confèrent une teinte jaune à brun.

### Type Ib
Les diamants de type Ib représentent environ 0,1 % de tous les diamants naturels.
Ils contiennent jusqu'à 0,05 % (500 ppm) d'azote, mais les impuretés sont plus diffuses : les atomes sont dispersés dans le cristal en sites isolés.
Les diamants de type Ib absorbent la lumière verte en plus de la lumière bleue et ont une couleur jaune ou brune plus intense ou plus foncée que les diamants de type Ia.
Les pierres ont une teinte jaune intense ou parfois brune ; les rares diamants canaris appartiennent à ce type, qui ne représente que 0,1 % des diamants naturels connus.
Le spectre d'absorption visible est progressif, sans bandes d'absorption nettes.

## Type II
Les diamants de type II n'ont pas d'impuretés d'azote mesurables. Les diamants de type II absorbent dans une région différente de l'infrarouge et transmettent dans l'ultraviolet en dessous de 225 nm, contrairement aux diamants de type I. Ils ont également des caractéristiques de fluorescence différentes. Les cristaux tels qu'ils se trouvent ont tendance à être grands et de forme irrégulière. Les diamants de type II se sont formés sous des pressions extrêmement élevées pendant des périodes plus longues.

### Type IIa
Les diamants de type IIa représentent 1 à 2 % de tous les diamants naturels (1,8 % des diamants de qualité gemme). Ces diamants sont presque ou entièrement dépourvus d'impuretés et, par conséquent, sont généralement incolores et ont la conductivité thermique la plus élevée. Ils sont très transparents dans l'ultraviolet, jusqu'à 230 nm. Parfois, tandis que les diamants de type IIa sont extrudés vers la surface de la Terre, la pression et la tension peuvent provoquer des anomalies structurelles résultant d'une déformation plastique lors de la croissance de la structure cristalline tétraédrique, entraînant des imperfections. Ces imperfections peuvent conférer une couleur jaune, brune, orange, rose, rouge ou violette à la gemme. Les diamants de type IIa peuvent voir leurs déformations structurelles « réparées » via un processus à haute pression et haute température (HPHT), éliminant une grande partie ou la totalité de la couleur du diamant. Les diamants de type IIa constituent un grand pourcentage de la production australienne. De nombreux grands diamants célèbres, comme le Cullinan, le Koh-i-Noor, le Lesedi La Rona et la Rose de Lulo sont de type IIa. Les diamants synthétiques produits à l'aide du procédé CVD appartiennent généralement également à ce type.

### Type IIb
Les diamants de type IIb représentent environ 0,1 % de tous les diamants naturels, ce qui en fait l'un des diamants naturels les plus rares et très précieux.
En plus d'avoir des niveaux très faibles d'impuretés d'azote comparables à ceux des diamants de type IIa, les diamants de type IIb contiennent des impuretés de bore importantes.
Le spectre d'absorption du bore provoque l'absorption de la lumière rouge, orange et jaune par ces gemmes, ce qui donne aux diamants de type IIb une couleur bleue claire ou grise, bien que des exemples avec de faibles niveaux d'impuretés de bore puissent également être incolores.
Ces diamants sont également des semi-conducteurs de type p, contrairement à d'autres types de diamants, en raison des trous d'électrons non compensés ; 1 ppm de bore suffit pour cet effet.
Cependant, une couleur bleu-gris peut également apparaître dans les diamants de type Ia et être sans rapport avec le bore.
Les diamants de type IIb présentent un spectre d'absorption infrarouge distinctif et montrent une absorption croissante vers le côté rouge du spectre visible.
Les diamants verts ne sont pas limités à un type, leur couleur provenant de l'exposition à des quantités variables de rayonnement ionisant.
La plupart des diamants bleu-gris provenant de la mine de diamants d'Argyle en Australie ne sont pas de type IIb, mais de type Ia[réf. nécessaire] ; ces diamants contiennent de fortes concentrations de défauts et d'impuretés (en particulier d'hydrogène et d'azote) et l'origine de leur couleur n'est pas encore certaine.